# Toba Tek Singh
Toba Tek Singh (in urdu ٹوبہ ٹیک سنگھ) è una città del Pakistan, situata nella provincia del Punjab.